# Thompsonia edwardsi
Thompsonia edwardsi is een krabbezakjessoort uit de familie van de Thompsoniidae. De wetenschappelijke naam van de soort is voor het eerst geldig gepubliceerd in 1902 door Coutière.